# Забузан
Забузан — село в Красноярском районе Астраханской области России. Входит в состав Красноярского сельсовета, до 2015 года — административный центр Забузанского сельсовета. Проходит федеральная автотрасса 12А-235. Постоянно проживающее население — 1614 человек (2010).

## История
4 сентября 2015 года село Забузан, вместе с остальными селениями Забузанского сельсовета, вошло в состав Красноярского сельсовета, согласно Законe Астраханской области от 4 сентября 2015 года № 57/2015-ОЗ.

## География
Село находится в юго-восточной части Астраханской области, в дельты реки Волги, на правом берегу одного из наибольших её рукавов — реки Бузан, напротив о. Городской. К селу, с восточной его окраины, примыкает посёлок Солнечный; к юго-западной стороны — Воробьёвский.
Административно в подчинении посёлка территория СНТ (дачных посёлков): Тюльпан.
Уличная сеть
Состоит из 27 географических объектов:
Переулки: Сенной пер., Тихий пер.
Улицы: ул. 8 Марта, ул. В.Высокогорского, ул. Гагарина, ул. Колхозная, ул. Комсомольская, ул. Ленина, ул. Мира, ул. Миронова, ул. Молодежная, ул. Мусабаева, ул. Набережная, ул. Набережная 1 Мая, ул. Нариманова, ул. Новая, ул. Октябрьская, ул. Победы, ул. Проселочная, ул. Свердлова, ул. Советская, ул. Степная, ул. Чехова, ул. Школьная, ул. Энергетическая, ул. Юбилейная
Климат
Умеренный, резко континентальный. Характеризуется высокими температурами летом и низкими — зимой, малым количеством осадков, а также большими годовыми и летними суточными амплитудами температуры воздуха..

## Население
| 2002 | 2010  |
| ---- | ----- |
| 1395 | ↗1614 |

Национальный и гендерный состав
По данным Всероссийской переписи, в 2010 году численность населения посёлка составляла 1614 человек (756 мужчин и 858 женщин, 46,8 и 53,2 %% соответственно).
Согласно результатам переписи 2002 года, в национальной структуре населения посёлка казахи составляли 67 % от общей численности населения в 1397 жителей.

## Инфраструктура
образование
МБОУ «Забузанская СОШ имени Турченко Э. П.», МДОУ «Детский сад № 12 с. Забузан»
культура и досуг 
Дом культуры и библиотека села Забузан,
Здравоохранение 
Фельдшерско-акушерский пункт с. Забузан (ГБУЗ АО «Красноярской ЦРБ»)
Связь
Отделение связи Забузан ОСП Володарский почтамт УФПС Астраханской области — филиал ФГУП «Почта России».

## Транспорт
По южной административной границе села проходит федеральная автотрасса12А-235 Астрахань — граница с Республикой Казахстан. Остановка общественного транспорта «Поворот на посёлок Забузан».